# Probole nyssaria
Probole nyssaria är en fjärilsart som beskrevs av Achille Guenée 1858. Probole nyssaria ingår i släktet Probole och familjen mätare. Inga underarter finns listade i Catalogue of Life.